# Montaner (la Molsosa)
Montaner, Muntaner o fins i tot potser Montornés és una masia al terme municipal de la Molsosa, a la comarca catalana del Solsonès. Es tenen referències de la masia des de l'any 1553, sent sens dubte anterior al segle xvi, i segons els masovers havent-hi indicis des de l'any 1111.
Està situada a 629 m d'altitud, entre el pla de la Molsosa i la serra de Montaner, a prop del torrent Sec. Està envoltada a la cara sud per grans extensions de bosc.

## Descripció
Masia de planta rectangular amb materials tradicionals a la façana, amb pedra i obertures petites. Aquestes, en una bona part conserven les llindes i brancals de pedra. La teulada es a dues aigües amb teula àrab. La porta d'entrada a l'habitatge presenta un arc escarser de pedra amb dovella central i estreps també de pedra, amb data de 1810 de rehabilitacions posteriors. La resta de façanes es troben actualment arrebossades eliminant qualsevol rastre del material original a la vista. Les obertures també han estat modificades d'aspecte. "re una gran quantitat de coberts i corts annexades que actualment es troben en molt mal estat. Destacar uns coberts que si conserven l'aire característic de l'època i vàlids per a futures rehabilitacions.